# Frimley
Frimley är en stad i grevskapet Surrey i sydöstra England. Staden ligger i distriktet Surrey Heath, cirka 47 kilometer sydväst om centrala London. Tätorten (built-up area) hade 15 106 invånare vid folkräkningen år 2021.